# Nova Hreblea, Borodeanka
Nova Hreblea (în ucraineană Нова Гребля) este localitatea de reședință a comunei Nova Hreblea din raionul Borodeanka, regiunea Kiev, Ucraina.

## Demografie
Componența lingvistică a localității Nova Hreblea
     Ucraineană (96,59%)
     Rusă (2,28%)
     Alte limbi (0,98%)
Conform recensământului din 2001, majoritatea populației localității Nova Hreblea era vorbitoare de ucraineană (96,59%), existând în minoritate și vorbitori de rusă (2,28%).